# Пурсанга
Пурсанга — река в Вологодской области России.
Протекает по территории Нюксенского района. Исток находится на Галичской возвышенности в Пурсандском болоте, впадает в реку Городишну в 41 км от её устья по правому берегу. Длина реки составляет 55 км. Крупнейшие притоки — Волгуж (левый), Большой Сивеж (левый, 8 км от устья).
Вдоль нижнего течения реки расположены населённые пункты Городищенского сельского поселения.

## Данные водного реестра
По данным государственного водного реестра России относится к Двинско-Печорскому бассейновому округу, водохозяйственный участок реки — Северная Двина от начала реки до впадения реки Вычегда, без рек Юг и Сухона (от истока до Кубенского гидроузла), речной подбассейн реки — Сухона. Речной бассейн реки — Северная Двина.
Код объекта в государственном водном реестре — 03020100312103000009265.